# Cirsium velatum
Cirsium velatum là một loài thực vật có hoa trong họ Cúc. Loài này được (S.Watson) Petr. mô tả khoa học đầu tiên năm 1910.